# Bagcheea
Bagcheea — рід грибів родини Gnomoniaceae. Назва вперше опублікована 1954 року.

## Класифікація
До роду Bagcheea відносять 4 види:
- Bagcheea albomaculans
- Bagcheea castaneae
- Bagcheea taiwanensis
- Bagcheea taiwanensis